# Kościół Wniebowzięcia Najświętszej Maryi Panny w Bobolicach
Kościół Wniebowzięcia Najświętszej Maryi Panny w Bobolicach – rzymskokatolicki kościół parafialny należący do dekanatu Bobolice, diecezji koszalińsko-kołobrzeskiej, metropolii szczecińsko-kamieńskiej, zlokalizowany w Bobolicach, w powiecie koszalińskim, w województwie zachodniopomorskim

## Historia
Istniejąca obecnie świątynia, wzniesiona została w latach 1882-1886 na miejscu wcześniejszej budowli, która była pod wezwaniem świętego Jana Chrzciciela. Jej budowa była zamierzona już podczas lokacji miasta, w 1340 roku. Wtedy to biskupi kamieńscy otrzymali prawo patronatu nad miejskim kościołem parafialnym. 
Budowa rozpoczęła się dopiero po 1350 roku, a fundatorem świątyni był zapewne biskup Jan, który potwierdził prawa miejskie Bobolic w 1350 roku. Została wtedy wzniesiona niewielka jednonawowa świątynia, wybudowana z cegły, posiadająca prostokątną wieżę. Następnie budowla została znacznie przebudowana w 1631 roku (datę można było jeszcze zobaczyć w XIX stuleciu na szczycie wschodnim). W tym czasie kościół należał już do luteran, w 1563 roku został ustanowiony pierwszy pastor. W tym okresie odbyła się również pierwsza wizytacja świątyni, zakończona w 1564 roku, a przeprowadził ją pastor Johann Harturg z Brunszwiku.  
W 2. połowie XIX stulecia, stara budowla została rozebrana, a na jej miejscu została zbudowana neogotycka świątynia, która przetrwała do dziś. Po 1945 roku kościół został przejęty przez katolików i stał się kościołem parafialnym. W dniu 9 czerwca 1946 roku został poświęcony.

## Architektura

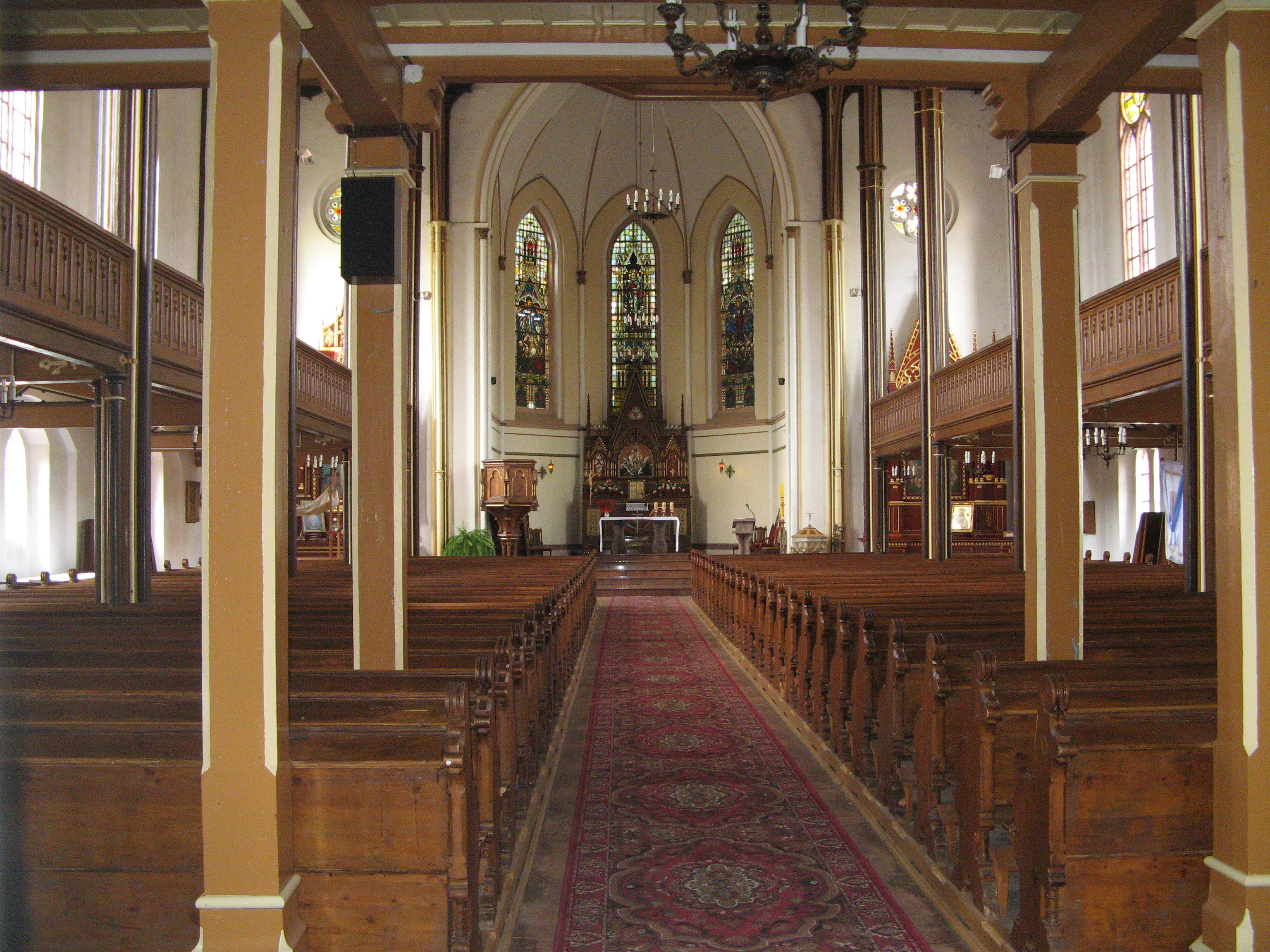
Wnętrze kościoła

Prezbiterium świątyni jest zwrócone w stronę zachodnią. Kościół został wzniesiony na rzucie wydłużonego prostokąta z pięciokątnie zwieńczonym prezbiterium, przy fasadzie zachodniej i wieżą na planie kwadratu, mieszczącą się na osi fasady wschodniej. Do południowej fasady prezbiterium jest dostawiona zakrystia na planie prostokąta, przy bocznych elewacjach wieży znajdują się trójboczne klatki schodowe. Na osiach pierwszego od strony zachodniej przęsła korpusu mieszczą się małe, prostokątne kruchty poprzedzone schodami. Wnętrze posiada trzy nawy oraz niewielkie aneksy przy elewacji wschodniej czyli wieżowej. Budowla została wzniesiona z czerwonej cegły, na fundamencie wykonanym z granitowych kamieni.